# یورگی واگنر
یورگی واگنر (به پرتغالی: Jorge Wagner Goés Conceição) هافبک اهل برزیل است که در شهر فیرا دی سانتانا و در تاریخ ۱۷ نوامبر ۱۹۷۸ به دنیا آمده‌است.
یورگی واگنر در تیم‌های فوتبال Bahia سابقهٔ حضور دارد.